# Sigambra vargasi
Sigambra vargasi är en ringmaskart som beskrevs av Dean 1998. Sigambra vargasi ingår i släktet Sigambra och familjen Pilargidae. Inga underarter finns listade i Catalogue of Life.